# 1,1,1-Trihloro-2,2,2-trifluoroetan
Trihlorotrifluoroetan, takođe poznat kao 1,1,1-Trihloro-2,2,2-trifluoroetan ili CFC-113a je hlorofluorougljenik (CFC). Njegova formula je .

## Uticaj na životnu sredinu

### Ozone depletion
Ovaj meterijal je jedna od četiri veštačke hemikalije koje su nedavno otkrivene u atmosferi u okviru istraživačke studije na univerzitetu Istočne Anglije. CFC-113a je jedini poznati CFC čija zastupljenost u atmosferi još uvek raste. Smatra se da se CFC-113a nesmetano akumulirao od 1960-tih. Izvor ovog materija nije poznat, mada se sumnja da se ilegalno proizvodi Kini. Između 2010 i 2012, emisije ovog gasa su porasle za 45 procenata.